# اندیس ظفرآباد
ظفرآباد یک اندیس فلزی است که در حوالی شهر باینجوب استان کردستان قرار دارد و مادهٔ معدنی موجود در آن، آهن است.سنگ میزبان این اندیس شیست-آهکهای متامورف است و دیرینگی آن به دوران پرکامبرین می‌رسد. در این اندیس، پاراژنز‌های گوگرد-فسفر یافت می‌شوند.